# Taenioides
Taenioides is een geslacht van straalvinnige vissen uit de familie van grondels (Gobiidae).
Het geslacht is voor het eerst wetenschappelijk beschreven in 1800 door Bernard Germain de Lacépède.

## Soorten
- Taenioides anguillaris (Linnaeus, 1758)
- Taenioides buchanani (Day, 1873)
- Taenioides caniscapulus Roxas & Ablan, 1938
- Taenioides cirratus (Blyth, 1860)
- Taenioides eruptionis (Bleeker, 1849)
- Taenioides esquivel Smith, 1947
- Taenioides gracilis (Valenciennes, 1837)
- Taenioides jacksoni Smith, 1943
- Taenioides kentalleni Murdy & Randall, 2002
- Taenioides limicola Smith, 1964
- Taenioides mordax (De Vis, 1883)
- Taenioides nigrimarginatus Hora, 1924
- Taenioides purpurascens (De Vis, 1884)